# 케뱅 콘스탕
케뱅 콘스탕(프랑스어: Kévin Constant, 1987년 5월 10일 ~ )은 미드필더나 레프트백으로 활약했던 기니의 전직 프로 축구 선수이다. 툴루즈 유소년 시스템을 거쳐 2008년 샤토루로 이적했다. 2010년에는 키에보베로나, 제노아, AC 밀란에서 활약하며 이탈리아로 이적했다. 튀르키예의 트라브존스포르에서 활동한 후 2016년 이탈리아 클럽 볼로냐로 돌아와 2017년 스위스의 시옹에 합류했다. 2019년에는 이란 클럽 트락토르와 계약했지만 클럽에서 뛰지 못했다. 국제 무대에서 그는 기니 국가대표팀에서 24경기에 출전해 4골을 기록했다.

## 구단 경력

### 툴루즈
콘스탕은 리저브 팀의 일원으로 승진했다. 2006년에 그는 툴루즈의 1군 팀으로 승격되었다.

### 샤토루
2008년에 콘스탕은 리그 2의 샤토루로 이적했다.

### 키에보 베로나
2010년 9월, 콘스탕은 이탈리아 클럽 키에보베로나와 임대 계약을 체결했으며, 결국 2011년 6월에 영구 계약이 체결되었다.

### 제노아
2011년 7월 1일, 콘스탕은 560만 유로의 현금을 받고 제노아로 이적했으며, 프란체스코 아체르비 (200만 유로에 태그)와 이반 파티치 (200만 유로에 태그)는 다른 쪽으로 키에보베로나로 이적했다. 그러나 제노아는 레지나로부터 아체르비를 220만 유로에 완전히 인수하여 콘스탕의 가치는 800만 유로가 되었다.

### AC 밀란
2012년 6월 20일, 콘스탕은 임대 계약으로 AC 밀란으로 이적했으며, 이 계약에는 매수 옵션이 포함되어 있었다. 2013년 1월 26일, AC 밀란은 프란체스코 아체르비의 공동 소유권 종료를 대가로 제노아와 콘스탕의 공동 소유권을 체결했으며, 두 계약 모두 400만 유로의 수수료를 받았다. 2013년 7월 27일, AC 밀란은 콘스탕을 추가로 600만 유로에 완전히 인수했으며, 같은 날 로드니 스트레서를 제노아에 350만 유로에 매각했다.
2013년 7월, 콘스탕은 프리시즌 TIM 트로피 경기에서 사수올로와의 경기장을 떠나면서 관중들로부터 인종적 학대를 받은 것에 대응했다. 이탈리아 축구 연맹(FIGC)은 "상대 팀 선수를 겨냥한 인종 차별적인 외침과 구호"로 사수올로에게 30,000유로의 벌금을 부과했지만, 경찰 조사 결과 이에 대한 증거는 발견되지 않았다.

### 트라브존스포르
콘스탕은 2014년 튀르키예 쉬페르리그 클럽 트라브존스포르로 이적하여 연평균 225만 유로에 달하는 4년 계약을 체결했다. 그는 2014-15년 UEFA 유로파리그 플레이오프 예선에서 러시아 클럽 로스토프를 상대로 공식 데뷔 전을 치렀다. 이후 콘스탕의 계약은 2015년 11월 18일, 200만 유로에 종료되었다.

## 국가대표팀 경력
콘스탕은 2004년부터 프랑스 U-17 국가대표팀을 대표하기 시작했다.
어머니를 통해 기니 국가대표팀에서 뛸 자격을 얻은 그는 2007년 10월 14일, 세네갈과의 친선 경기에서 1-3으로 패한 경기에서 데뷔 전을 치렀다. 2010년 10월 10일, 콘스탕은 나이지리아와의 2012년 아프리카 네이션스컵 예선 경기에서 두 번째 골을 넣었다.